# Северо-Западная Англия
Северо-Западная Англия (англ. North West England) — регион на западе Англии. Включает пять церемониальных графств, а также несколько унитарных и муниципальных районов.

## География
Регион Северо-Западная Англия занимает территорию 14 165 км² (6-е место среди регионов), омывается на западе Ирландским морем, граничит на северо-западе с Шотландией, на северо-востоке с регионами Северо-Восточная Англия и Йоркшир и Хамбер, на юго-востоке с регионом Ист-Мидлендс, на юге с регионом Уэст-Мидлендс, на юго-западе с Уэльсом.

### Городские агломерации
В регионе Северо-Западная Англия расположены 10 крупных городских агломераций с населением более 100 тысяч человек (по данным 2001 года, в порядке убывания численности населения):
- Большой Манчестер (городская агломерация) 2 244 931
- Ливерпуль (городская агломерация) 816 216
- Биркенхед (городская агломерация) 319 675
- Престон (городская агломерация) 264 601
- Блэкпул (городская агломерация) 261 088
- Уиган (городская агломерация) 166 840
- Уоррингтон (городская агломерация) 158 195
- Бернли/Нельсон 149 796
- Блэкберн/Даруэн 136 655
- Саутпорт/Формби 115 882

## Демография
На территории региона Северо-Западная Англия по данным 2012 года проживает 7 084 300 человек (3-е место среди регионов), при средней плотности населения 500,13 чел./км².

## Политика
Правление председателей Северо-Западного региона (4NW), созданное в 2008 году, объединяет усилия местных советов и частного неправительственного сектора региона. В зону ответственности правления входит решение жилищных вопросов, планирования, транспорта и экономического развития. Центральный офис правления находится в городе Уиган, графство Большой Манчестер.
Агентство по развитию Северо-Западного региона (NWRDA) создано в 1999 году, основная задача агентства — развитие экономики региона. Главный офис агентства находится в Уоррингтоне, графство Чешир.

## Административное деление
| Карта                      | Церемониальное графство | Унитарная единица | Метропольный/неметропольный район |
| -------------------------- | ----------------------- | --- | --------------------------------- |
|                            | Чешир                   | 1. Восточный Чешир | 1. Восточный Чешир                |
| 2. Западный Чешир и Честер | Чешир                   | |                                   |
| 3. Холтон                  | Чешир                   | |                                   |
| 4. Уоррингтон              | Чешир                   | |                                   |
| 5. Камбрия                 | 5. Камбрия              | a) Барроу-ин-Фернесс, b) Саут-Лейкленд, c) Коупленд, d) Олердейл, e) Иден, f) Карлайл                                                                   |                                   |
| 6. Большой Манчестер *     | 6. Большой Манчестер *  | a) Болтон, b) Бери, c) Манчестер, d) Олдем, e) Рочдейл, f) Солфорд, g) Стокпорт, h) Теймсайд, i) Траффорд, j) Уиган                                     |                                   |
| Ланкашир                   | 7. Lancashire †         | a) Уэст-Ланкашир, b) Чорли, c) Саут-Риббл, d) Файлд, e) Престон, f) Уайр, g) Ланкастер, h) Риббл-Вэлли, i) Пендл, j) Бернли, k) Россендейл, l) Хиндберн |                                   |
| Ланкашир                   | 8. Блэкпул              | |                                   |
| Ланкашир                   | 9. Блэкберн-уит-Даруэн  | |                                   |
| 10. Мерсисайд *            | 10. Мерсисайд *         | a) Ноусли, b) Ливерпуль, c) Сент-Хеленс, d) Сефтон, e) Уиррел                                                                                           |                                   |

*метропольное графство
Регион Северо-Западная Англия включает в себя десять политически независимых друг от друга административных единиц — два метропольных графства (Большой Манчестер и Мерсисайд), два неметропольных графства (Камбрия и Ланкашир) и шесть унитарных единиц (Блэкпул, Блэкберн-уит-Даруэн, Восточный Чешир, Западный Чешир и Честер, Уоррингтон и Холтон). Метропольные графства, неметропольные графства и унитарные единицы включены в пять церемониальных графств (Большой Манчестер, Камбрия, Ланкашир, Мерсисайд и Чешир) для обеспечения ими церемониальных функций. Метропольные и неметропольные графства разделены в общей сложности на 33 метропольных и неметропольных района. Унитарные единицы разделения на районы не имеют.
В состав региона входят следующие графства и районы:
| Большой Манчестер (церемониальное графство, метропольное графство) 1. Манчестер 2. Стокпорт 3. Теймсайд 4. Олдем 5. Рочдейл 6. Бери 7. Болтон 8. Уиган 9. Солфорд 10. Траффорд Камбрия (церемониальное графство, неметропольное графство) 1. Барроу-ин-Фарнесс (округ) (Barrow-in-Furness) 2. South Lakeland 3. Copeland 4. Allerdale 5. Eden 6. Карлайл / Carlisle | Ланкашир (церемониальное графство) 1. Ланкашир (неметропольное графство) 1. Западный Ланкашир / West Lancashire 2. Чорли / Chorley 3. Южный Риббл / South Ribble 4. Файлд / Fylde 5. Престон / Preston 6. Уайр / Wyre 7. Ланкастер / Lancaster 8. Риббл-Вэлли / Ribble Valley 9. Пендл / Pendle 10. Бернли / Burnley 11. Россендейл / Rossendale 12. Hyndburn 2. Блэкпул / Blackpool (унитарная единица) 3. Блэкберн-уит-Даруэн / Blackburn with Darwen (унитарная единица) | Мерсисайд (церемониальное графство, метропольное графство) 1. Ливерпуль / Liverpool 2. Сефтон / Sefton 3. Ноусли / Knowsley 4. St Helens 5. Wirral Чешир (церемониальное графство) 1. Западный Чешир и Честер (унитарная единица) 2. Восточный Чешир (унитарная единица) 3. Уоррингтон (унитарная единица) 4. Холтон (унитарная единица) |

### Статус Сити

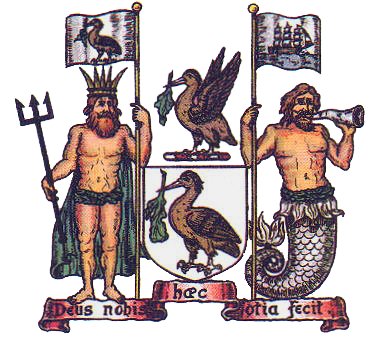
Герб Ливерпуль Сити

В регионе Северо-Западная Англия расположены семь из 50 административных единиц Англии, имеющих статус «сити»:
- Карлайл Сити с главным городом Карлайл является центром Епархии Карлайл (диоцез, Diocese of Carlisle)[7], имеет местное самоуправление и возглавляется Мэром Карлайла. В 2010 году Мэром Карлайла стала Мэри Стит[8].
- Честер является центром Епархии Честер (диоцез, Diocese of Chester) со времен правления короля Англии Генриха VIII[9], имеет местное самоуправление и возглавляется мэром с 1230-х годов, когда умер последний нормандский граф Честера. В 1992 году должность мэра была переименована в Лорд-Мэра Честера, первым Лорд-Мэром стала Сьюзен Проктор. В связи с административной реформой 2009 года, когда Чешир был разделен на унитарные единицы, статус «сити» для Честера находится под контролем специальной организации Попечители Грамоты Честера, а Лорд-Мэром Честера является председатель совета унитарной единицы Западный Чешир и Честер[10].
- Ланкастер имеет местное самоуправление и возглавляется мэром с 1338 года, с тех пор как первым Мэром Ланкастера стал Роберт де Болрон. Статус «сити» Ланкастер получил в день коронации Георга VI 12 мая 1937 года[11]. 14 мая 2010 года Мэром Ланкастера стал Тони Уэйд[12].Герб Престон Сити

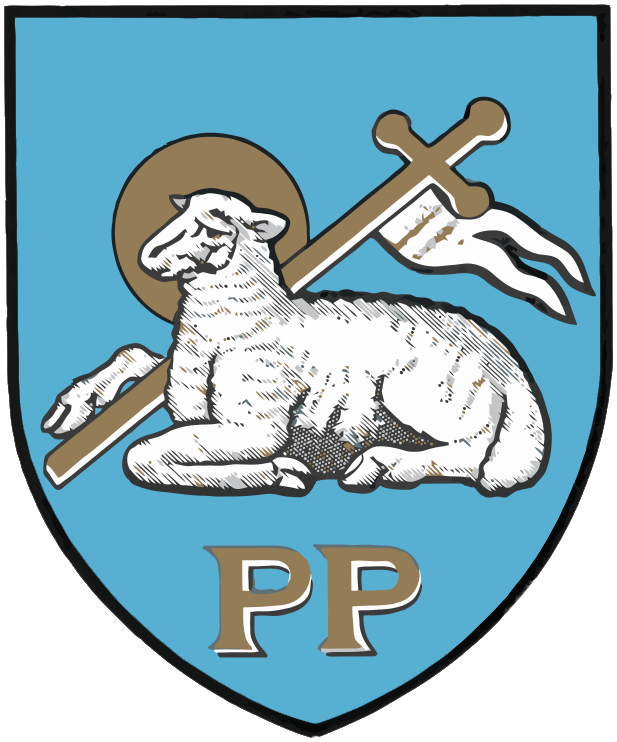
Герб Престон Сити

- Ливерпуль является центром Епархии Ливерпуль (диоцез, Anglican Diocese of Liverpool) с 1880 года[13], имеет местное самоуправление и возглавляется мэром с 1207 года. Должность мэра была переименована в Лорд-Мэра Ливерпуля в 1892 году[14]. В 2010 году Лорд-Мэром стала Хазел Уильямс, родившаяся в городе Кардифф, Уэльс[15].
- Манчестер является центром Епархии Манчестер (диоцез, Anglican Diocese of Manchester) с 1847 года[16], имеет местное самоуправление и возглавляется мэром с 1838 года. В 1892 году должность мэра была переименована в Лорд-Мэра Манчестера[17]. В 2010 году Лорд-Мэром Манчестера стал Марк Хаккет, родившийся в Лондоне[18].
- Престон имеет местное самоуправление и возглавляется мэром со времени не позднее 1327 года, когда первым известным нам Мэром Престона был Обри, сын Роберта (Aubrey, Son of Robert). Традиция выбирать мэра восходит к средним векам, когда королём Англии Генрихом II Плантагенетом была выпущена специальная грамота, гарантирующая городу определённые права[19]. В 2010 году Мэром Престона стал сроком на один год Альберт Ричардсон, родившийся в городе Кендал, графство Камбрия[20].
- Солфорд имеет местное самоуправление, возглавляется мэром и имеет статус «сити» с 1926 года, когда была выпущена специальная королевская грамота[21]. В 2010 году Мэром Солфорда стал Уильям Уилсон[22].

## Экономика
В Северо-Западной Англии находятся штаб-квартиры и производственные мощности компаний, выпускающих автомобили под марками «Jaguar», «Bentley», «Vauxhall».

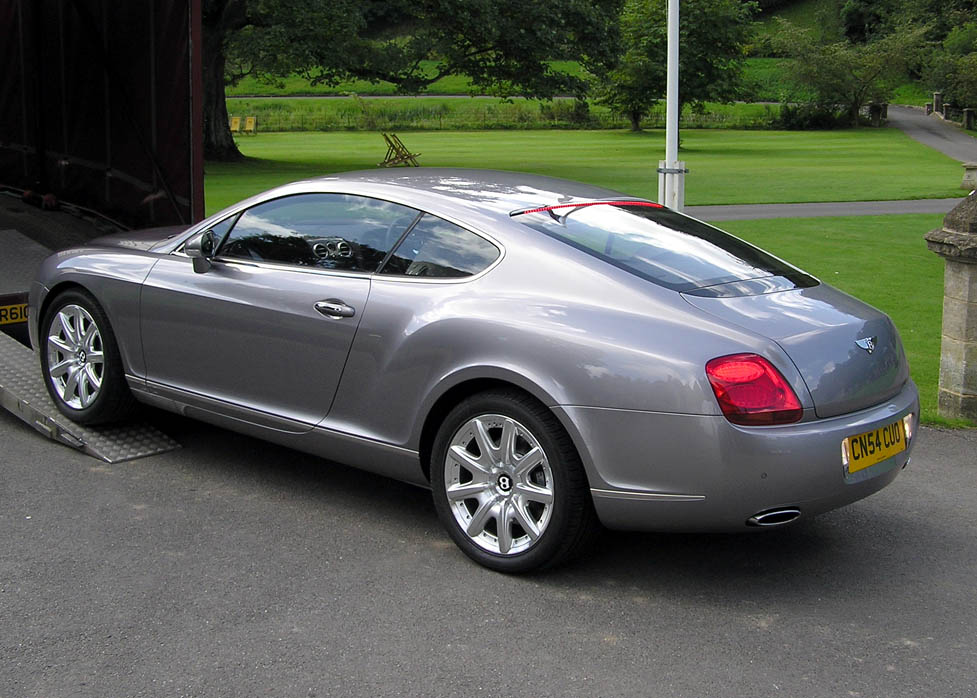
Bentley Continental GT 2003 — классический автомобиль класса «Grand Tour»

### Ягуар Карс
В графстве Мерсисайд, находится завод Halewood компании Ягуар Карс лимитед, специализирующейся на производстве автомобилей класса «люкс». На заводе работает около 2 000 человек.

### Бэнтли Моторс
В городе Кру, графство Чешир, находится штаб-квартира и завод компании Бэнтли Моторс, специализирующейся на производстве автомобилей премиум-класса. Производство автомобилей Бэнтли было переведено в Кру из Дерби в 1946 году.

### Воксхолл Моторс
В городе Элесмир Порт, графство Чешир находится один из заводов компании Vauxhall Motors, являющийся местом работы для 2122 сотрудников и позволяющий производить в три смены 187 000 автомобилей в год. На заводе Воксхолл в Элесмир Порт производятся пятидверный хетчбэк и универсал шестого поколения модели Astra.

## Спорт
Четыре из двадцати профессиональных футбольных клубов, выступающих в сезоне 2013/2014 в Английской футбольной Премьер-лиге базируются в Северо-Западной Англии:
- Ливерпуль
- Манчестер Сити
- Манчестер Юнайтед
- Эвертон

Три из двадцати четырёх клубов в Чемпионате Футбольной лиги:
- Бернли
- Блэкберн Роверс
- Болтон Уондерерс
- Блэкпул
- Престон Норт Энд
- Уиган Атлетик

Пять из двадцати четырёх клубов, выступающих в Первой Футбольной лиге:
- Бери
- Карлайл Юнайтед
- Олдем Атлетик
- Рочдейл
- Транмир Роверс

Четыре из двадцати четырёх клубов, выступающих во Второй Футбольной лиге Англии:
- Аккрингтон Стэнли
- Кру Александра
- Маклсфилд Таун
- Моркам

Четыре из двадцати четырёх профессиональных или полупрофессиональных клубов в Национальной Конференции:
- Барроу
- Саутпорт
- Стокпорт Каунти
- Флитвуд Таун

Шесть из двадцати двух клубов, выступающих в Северной Конференции:
- Алтринхэм
- Воксхолл Моторс
- Дройлсден
- Стейлибридж Селтик
- Уэркингтон
- Хайд

## Достопримечательности
В регионе Северо-Западная Англия расположены две из 28 группы объектов, включенных в Список объектов Всемирного наследия ЮНЕСКО в Великобритании:
- Укреплённые рубежи Римской империи, Лимес, Вал Адриана, Вал Антонина
- Ливерпуль — приморский торговый город